# Aimone, 4. Herzog von Aosta und Herzog von Spoleto

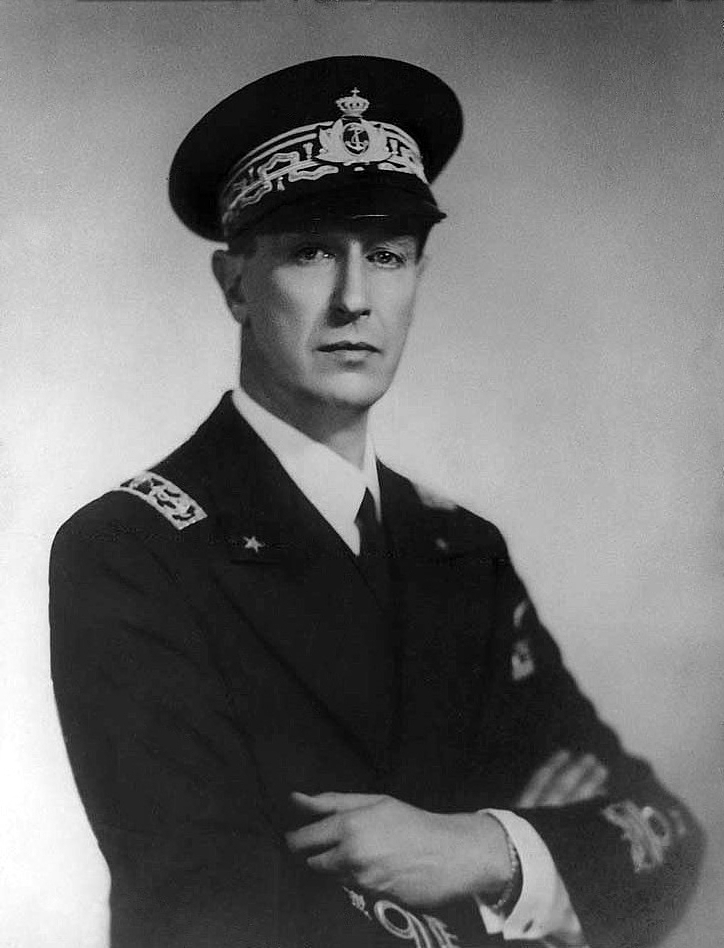
Aimone von Savoyen-Aosta, 1943

Prinz Aimone, 4. Herzog von Aosta und Herzog von Spoleto (voller Namen: Principe Aimone Roberto Margherita Maria Giuseppe Torino di Savoia-Aosta, Duca di Spoleto (ab 1904), Quarto Duca d’Aosta (ab 1942); * 9. März 1900 in Turin, Italien; † 29. Januar 1948 in Buenos Aires, Argentinien) war ein Angehöriger des italienischen Herrscherhauses Savoyen und Neffe 2. Grades Viktor Emanuels III.
Von 1941 bis 1943 war er als Tomislav II. designierter Titularkönig des Unabhängigen Staates Kroatien, trat diese Funktion jedoch nicht an.

## Leben

### Herkunft und frühe Jahre
Prinz Aimone von Savoyen-Aosta wurde am 9. März 1900 als zweiter Sohn des Prinzen Emanuel Philibert, 2. Herzog von Aosta und dessen Gemahlin Hélène von Orléans geboren. Er war ein Angehöriger der Herrscherdynastie Savoyen, die seit 1861 die italienischen Könige stellte (Aimone war ein Urenkel Viktor Emanuels II.). Sein Großvater väterlicherseits regierte kurzzeitig als Amadeus I. das Königreich Spanien und nahm später den Titel Herzog von Aosta an, womit er die Nebenlinie Savoyen-Aosta begründete.
Am 22. September 1904 bekam er den lebenslangen Titel „Herzog von Spoleto“ (Duca di Spoleto) verliehen.
Seine schulische Ausbildung erhielt Aimone auf englischen Internaten und lebte in dieser Zeit bei seinem Onkel Louis Philippe von Orléans, dem im englischen Exil lebenden französischen Thronprätendenten. Als Italien 1915 auf Seiten der Entente in den Ersten Weltkrieg eintrat, kehrte der Prinz in sein Heimatland zurück und er wurde an die  Accademia Navale nach Livorno abkommandiert. Diese verließ er 1917 im Rang eines Leutnants und trat in die Kriegsmarine ein. In der Folge wurde Aimone in einem Geschwader Wasserflugzeuge verwendet und mehrfach ausgezeichnet.
Nach Vollendung des 21. Lebensjahres erhielt Aimone einen Sitz im italienischen Senat, der laut Verfassung den volljährigen Mitgliedern der Savoyer zustand (wahlberechtigt erst ab 25 Jahren) und wurde am 1. April 1921 feierlich eingeführt. Jedoch verloren die Parlamente in den folgenden Jahren nahezu völlig ihre legislative Bedeutung, da Faschistenführer und Ministerpräsident Benito Mussolini Italien mit Billigung König Viktor Emanuels III. in eine Diktatur umwandelte. Neben seiner Offizierskarriere war Aimone ein begeisterter Sportler und Bergsteiger. 1929 nahm er an einer italienischen Himalaya-Expedition unter Ardito Desio teil, die vergeblich versuchte den K2 zu besteigen.
1933 erfolgte seine Beförderung zum Korvettenkapitän und Übernahme der Leitung des Flottenstützpunktes Brioni. Im Rahmen des Kolonialkrieges in Abessinien 1935/36 führte Aimone im Rang eines Admirals das Kommando über die italienischen Torpedoboote und kleinen Kreuzer im Roten Meer. Am 24. Dezember 1935 leitete er eine Landeoperation in Massaua.
Nach Ausbruch des Zweiten Weltkriegs leitete Aimone die Marinebasis La Spezia (Ligurien) und bezog Quartier in der Villa Rezzola.

### König von Kroatien

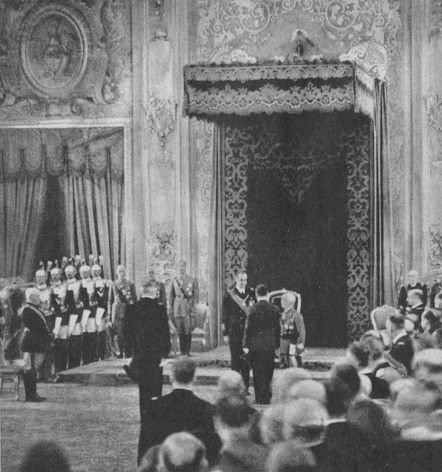
König Viktor Emanuel III. und Aimone empfangen am 18. Mai 1941 Ante Pavelić und Slavko Kvaternik, die Aimone die Königswürde antragen. Links im Bild steht Mussolini.

Im Verlauf des Zweiten Weltkriegs verfolgte das faschistische Italien auf dem Balkan Hegemonialbestrebungen und gemeinsam mit der deutschen Wehrmacht besetzten italienische Truppen im April 1941 Jugoslawien (Balkanfeldzug). Das Land wurde zerschlagen und Ustascha-Führer Ante Pavelić gründete den Unabhängigen Staat Kroatien, der jedoch nicht mehr war als ein Marionettenstaat der Achsenmächte. Am 18. Mai 1941 empfing Viktor Emanuel III. eine Delegation unter Pavelić, die ihm den Wunsch vortrug, einem Prinzen des Hauses Savoyen die kroatische Königswürde zu verleihen. Neben Mussolini stimmte auch der König dem Antrag zu und bestimmte den Prinzen Aimone, seinen Neffen. Aimone nahm den Antrag an und wurde schließlich zum König von Kroatien proklamiert. In Anlehnung an den Gründer des mittelalterlichen kroatischen Königreiches wählte er den Herrschertitel Tomislav II.
Doch Aimone trat die Regentschaft nicht sofort an, sondern blieb in Italien. Er wollte zunächst in die komplizierten Balkanprobleme einsteigen und sich einen vertieften Einblick verschaffen, bevor er sein königliches Leben antrat. Zu diesem Zweck stellte er in Florenz ein Informationsbüro auf. Kroatien war de jure ein Königreich, doch de facto schwang sich Ante Pavelić zum unangefochtenen Diktator des Landes auf und war immer weniger an einer Schmälerung seiner Machtposition durch einen Monarchen fremder Herrschaft interessiert. Zwar wurden zwischen der Ustascha und der italienischen Regierung Gespräche über die Modalitäten der Inthronisation des designierten Königs geführt, die jedoch aufgrund von Mussolinis Südosteuropa-Politik nicht zum Abschluss kamen. Der Duce hatte Teile Dalmatiens annektiert und sich dadurch große Ablehnung breiter Bevölkerungsteile Kroatiens zugezogen, die an einem Savoyer-König nicht mehr interessiert waren. Daneben lehnte Aimone die Politik der Ustascha ab, die das Land in einen Führerstaat umgewandelt hatte, die politischen Gegner (Serben, Kommunisten, Juden) brutal verfolgte und in Jasenovac sogar ein Konzentrationslager errichtete. Er drängte daher nicht weiter auf einen Amtsantritt und betrat selbst nur einmal inkognito für einen kurzen Besuch kroatischen Boden in Zadar, das 1920 als Provinz Zara von Italien annektiert worden war. Aimone war klar geworden, dass Kroatien ein Marionettenstaat war, der militärisch, politisch und wirtschaftlich völlig in Abhängigkeit von den Achsenmächten stand. Infolge der wachsenden Widerstandsbewegung verlor das Ustascha-Regime zunehmend an Rückhalt.
Aufgrund des für Deutschland und Italien zunehmend negativ verlaufenden Krieges befürwortete Aimone ab 1942 einen Bruch des Bündnisses mit Hitler und den Abschluss eines italienischen Separatfriedens. Über seinen Vertrauensmann Alessandro Marieni (Vize-Konsul in Genf) nahm der Prinz Kontakt nach Großbritannien auf. Am 18. Dezember 1942 unterrichtete der britische Außenminister Anthony Eden die USA und die Sowjetunion, Prinz Aimone sei bereit, nach Zusage bestimmter Garantien einen Sturz Mussolinis zu unterstützen:
- Britische Luftunterstützung
- Baldige Landung alliierter Bodentruppen
- Keine Übergabe der italienischen Flotte
- Erhalt der italienischen Monarchie

Doch die Geheimverhandlungen kamen zu keinem Ergebnis, da die britische Regierung keinerlei verpflichtende Garantien eingehen wollte. Nach der alliierten Invasion Siziliens verlor das faschistische Regime seinen Rückhalt und am 25. Juli 1943 kam es zum Sturz Mussolinis. Der König ließ den Diktator verhaften und Italien schied aus dem Bund der Achsenmächte aus (Waffenstillstand von Cassibile, 8. September 1943). Auf Befehl Viktor Emanuels dankte Aimone am 31. Juli als kroatischer König ab und ging in den von den Alliierten besetzten Süden. Er trat wieder in die Marine ein und befehligte im Rang eines Admirals den Stützpunkt von Tarent. Am 12. Oktober legte er seinen Königstitel ab.
Nach dem Tod seines älteren Bruders Amadeus in britischer Kriegsgefangenschaft am 3. März 1942 erbte Aimone den Titel Herzog von Aosta.

### Lebensende
In einem nach dem Ende des Zweiten Weltkriegs durchgeführten Plebiszit über die zukünftige Staatsform stimmte die Mehrheit der Italiener am 2./3. Juni 1946 für die Einführung der Republik und Abschaffung der Monarchie. Aimone verließ daraufhin das Land und ging ins Exil nach Südamerika.
Am 29. Januar 1948 verstarb Prinz Aimone in einem Hotel in Buenos Aires an einem Herzinfarkt. Der Leichnam wurde zunächst in Arezzo bestattet und später in die königliche Krypta der Basilika von Superga oberhalb Turins überführt.

### Ehe und Nachkommen
Am 1. Juli 1939 heiratete Prinz Aimone in der Kathedrale von Florenz, Prinzessin Irene von Griechenland, eine Tochter König Konstantins I. Aus dieser Verbindung ging ein Sohn hervor:
- Amadeus von Savoyen (* 27. September 1943, † 1. Juni 2021)

## Titel

Wappen der Herzöge von Savoyen-Aosta

- 9. März 1900 – 22. September 1904: Seine Durchlaucht Prinz Aimone von Savoyen-Aosta
- 22. September 1904 – 3. März 1942: Seine königliche Hoheit Prinz Aimone, Herzog von Spoleto, Markgraf von Camerino
- 18. Mai 1941 – 30. Juli 1943: Seine Majestät Zvonimir Tomislav II., König von Kroatien, Fürst von Bosnien und der Herzegowina, Woiwod von Dalmatien, Tuzla und Zemun
- 30. Juli 1943 – 29. Januar 1948: Seine königliche Hoheit Prinz Aimone, Herzog von Spoleto, 4. Herzog von Aosta, Fürst von Cisterna und Belriguardo, Markgraf von Voghera und Graf von Ponderano